# Friedrich Christoph Osemund
Friedrich Christoph Osemund (* 30. Dezember 1655 in Espelkamp; † 1733 in Paderborn) war ein deutscher Publizist, Philologe, Historiker und Alchemist.
Osemund war ein früher Vertreter der philologischen Quellenkritik. Er geriet wegen seines konsequenten Ansatzes immer wieder mit zeitgenössischen Gelehrten in Auseinandersetzung und trug zahlreiche akademische Fehden aus. Als sich im 19. Jahrhundert zunehmend Standardisierungen durchsetzten, erlebte Osemund, nicht zuletzt wegen seiner systematischen Verteidigung gegen den Vorwurf der inventio fontium, eine Renaissance; August Boeckh pries ihn als „Vater“ einer exakten Philologie.
Osemund gilt auch als Mitbegründer der neuzeitlichen Numismatik, wobei er sich insbesondere bei der Erschließung der byzantinischen Prägungen des Ikonoklasmus im 8. Jahrhundert bahnbrechende Verdienste erworben hat. In der Forschung wird auch erwogen, ob er als Stammvater der Numismatosophie gelten kann, die Numismatik und Philosophie zu einer neuen Leitwissenschaft verbindet.
Osemund war in dritter Ehe mit Katharina Hubertine Osemund, geb. Schlösser, verheiratet.

## Schriften
- F. Chr. Osemund, Lucubrationes selectae, Bd. XXI, Frankfurt/Leipzig 1701, u.ö.
- F. Chr. Osemund, Ob das Reich ein Staat sey? hrsg. von Sandrine Brinkkötter/Pia Fraus, ND der Ausg. Leipzig 1755, Münster 2005.
- F. Chr. Osemund, Neueste Erhellung in nummis [...], Halle: Waisenhaus, 1726.